# ヴェッサーリコ
ヴェッサーリコ(伊: Vessalico)は、イタリア共和国リグーリア州インペリア県にある、人口約300人の基礎自治体（コムーネ）。

## 地理

### 位置・広がり

#### 隣接コムーネ
隣接するコムーネは以下の通り。括弧内のSVはサヴォーナ県所属を示す。
- ボルゲット・ダッローシャ
- カザノーヴァ・レッローネ (SV)
- チェージオ
- ピエーヴェ・ディ・テーコ

### 気候分類・地震分類
ヴェッサーリコは、気候分類 (it) では zona E, 2220 GG
に、また、イタリアの地震リスク階級 (it) では、3 に分類される
。

## 行政

### 分離集落
ヴェッサーリコには、以下の分離集落（フラツィオーネ）がある。
- Lenzari, Perinetti, Siglioli